# Palácio da Anunciada
O Palácio da Anunciada, também designado por Palácio dos Condes da Ericeira e Palácio dos Ericeiras, foi um palácio situado na freguesia de São José, em Lisboa. O edifício foi fundado em 1533 por Fernão Alves de Andrade, benfeitor do mosteiro de Nossa Senhora da Anunciada, de freiras dominicanas, donde provém o seu nome e do Largo da Anunciada onde ficavam situados os seus edifícios. Mais tarde, por ter pertencido à família Meneses, Condes da Ericeira, o seu nome foi alterado.Estas fontes não estão disponíveis, nem refletem o seu conteúdo. 
De facto, existiu um Palácio dos Condes da Ericeira, Marqueses do Louriçal, onde hoje se situa o Cinema Odéon e o Cinema Condes, onde hoje (2019) está o Hard Rock Café, com frente para a Av. da Liberdade/Praça dos Restauradores e traseiras para a Rua Portas de Santo Antão  e Largo da Anunciada, também designado por Palácio da Anunciada, não só pelo Morgado da Anunciada onde foi edificado o Palácio Ericeira, de que eram morgados, bem como pelo Convento da Anunciada que deu nome aquela zona de Lisboa.
Deste Palácio, não resta vestígio algum, por ter sido completamente arrasado pelo terramoto que assolou Lisboa no Sec. XVIII.
Concomitantemente, na Rua Portas de Santo Antão, junto ao Largo da Anunciada, existiu o Palácio dos Morgados de Oliveira/Condes e Marqueses de Rio Maior, que também ruiu com o terramoto de Lisboa do Sec. XVIII, pouco restou do primitivo edifício, a cozinha e o passadiço, de resto, é um edifício pombalino na sua traça e conceção, também foi e é designado por Palácio da Anunciada, por estar inserido na zona do largo da Anunciada, onde estava o antigo convento da Anunciada.
Foi neste Palácio Rio Maior, que nasceram o Duque de Saldanha, filho dos 1.º Condes de Rio Maior e a Madre Teresa de Saldanha filha dos 3.º Condes.
Para o lado oposto ao do largo da Anunciada, descendo a Rua Portas de Santo Antão ao encontro do Rossio, contíguo a este Palácio Rio Maior, ficava o Palácio dos Condes de Povolide, conhecido como Palácio Povolide, que mais tarde, terá sido adquirido pelos Condes de Burnay.
Resumindo, neste espaço da cidade de lisboa, coexistiram três Palácios implantados cada um na sua área urbana, o Ericeira/Louriçal, o Rio Maior e o Povolide, os dois primeiros também foram conhecidos como Palácio da Anunciada dada a proximidade ao Convento da Anunciada. 
Neste palácio, existia uma biblioteca com mais de 18 000 exemplares, e um museu com obras de Rubens, Ticiano e Correggio. Nos jardins, estava exposta uma escultura de Bernini mandada construir em Roma.
Em 1755, devido ao terramoto que atingiu Lisboa, o palácio sofre graves danos com o incêndio que se lhe seguiu, destruindo por completo a grande colecção de livros. Posteriormente, parte dele , é adquirido pelo Conde de Burnay e, em 1926, pelo Ateneu Comercial de Lisboa.
Em 1790, neste palácio, nasceu o Duque de Saldanha e, em 1837, a Madre Teresa de Saldanha, fundadora da Congregação das Irmãs Dominicanas de Santa Catarina de Sena.